# 1日外出録ハンチョウ
『1日外出録ハンチョウ』（いちにちがいしゅつろくハンチョウ）は、原作：萩原天晴・漫画：上原求、新井和也・協力：福本伸行による日本の漫画。略称は『ハンチョウ』。『ヤングマガジンサード』2016年No.3に読み切りが掲載されたのち、『週刊ヤングマガジン』にて2017年4・5合併号より連載中。キャッチコピーは「カイジの飯テロスピンオフ作品」。2025年4月時点で累計発行部数が500万部を突破している。

## 概要
福本伸行の代表作『賭博破戒録カイジ』に登場し、「地下王国編」にてカイジとチンチロで対決したE班の班長・大槻を主人公としたスピンオフ作品。同シリーズ内では『中間管理録トネガワ』に続く第2弾。絵柄も『中間管理録トネガワ』同様に本編に似せて描かれている。
普段は地下労働施設で働く大槻が1日外出券を使い、地上でのグルメや旅行（実在する観光スポット）に興じる様子が描かれている。一方、外出が描かれず地下労働施設のみが舞台となる話や食事をメインとしない話、大槻と周囲のありがちな人間模様や本編ではモブである黒服達の人間臭い一日を描写する話等、内容はバラエティに富んでいる。
基本的に1話完結式だが、稀に複数話連続のエピソードとなることもある。
なお『週刊ヤングマガジン』での連載開始告知のページには「理外の飯テロ漫画」と記され、連載中に実在する製菓会社のブルボンを勝手にPRし、焼肉会社とのタイアップ企画を勝手に募集する話や、全国の婚活者を何故か応援する話、同じ1日が何度もループする回があるなど、やりたい放題な作品になっている。
同じくスピンオフである『中間管理録トネガワ』と同様に、『賭博破戒録カイジ』とはパラレルワールドにあたり、本編主人公であるカイジやその仲間は一切登場しない。
時代設定も、『カイジ』本編の24億脱出編時点で1998年に登場した2代目ロードスターが「今年出たばかり」とされているのとは、明らかに乖離している。例えば、登場人物の一人である木村はバブル崩壊の時期（1990年頃）に地下入りし、25年以上の時を経て釈放されたことや、PlayStation 2が「15年以上前のゲーム機」として扱われていることから時代設定は2015年以降であることが分かる。また、2016年に創業した店が登場する他、大槻が地下送りになる前にMixiをしていたことが作中で明かされている。そのためスマートフォンやSNSが作中に登場したり、『カイジ』の時代には無い時事ネタや、2019年から流行している新型コロナウィルスによる外出禁止令などの話が盛り込まれ、本編とは一部設定が変更されている部分もある。
また、人間全般にありがちなことも描かれており、それをナレーションが紹介している。
『トネガワ』と共に原作者である福本から、「ネーム見たら直したくなっちゃうから。好きにやっていいよ」と言われているため、原作に縛られない時代設定や世界観を実現できている。
基本的に登場する店舗や施設の名称は実名だが、一部の施設は名称を微妙に変えている。

## あらすじ
帝愛グループの債務者たちは地下の劣悪な強制労働施設に収容され強制労働に就かされている。そこで己も債務者ながら、E班の班長を務める大槻は「1日外出券」を使って地上に戻り、そこで飲み食いを楽しむ。

## 登場人物

### 主要人物
大槻 太郎（おおつき たろう）
声 - チョー
本作の主人公。地下労働施設のE班班長。連載開始時は46歳。時たま関西弁や中国方言、四国方言の混じった言葉遣いをする事がある。
班長特権による物販、イカサマの地下チンチロリンの大勝ちでペリカを荒稼ぎする狡猾な男。ただし、本編と違いペリカをそこまで溜め込んでおらず、帝愛が設けた勤労奨励オプション「1日外出券」を頻繁に利用して外出を繰り返している。それ故に、度々所持金が尽きかけることさえある。また地下労働者でありながら有意義な過ごし方を知り尽くした手練者である。
本作ではグルメ通として描かれ、都内近郊にある名店をいくつも押さえている。各地にある観光名所や穴場スポットにも精通しており、それらの知識は作中でも際立っており、大槻自身も料理を好んでしている。
大好物はレバニラとレバカツ、チキンカツであり、特にソースとマヨネーズがかかった鶏もも肉のチキンカツが大のお気に入り。喫茶店などに入ると必ずコーヒーを頼むほどコーヒー好きであるが、コーヒー豆の良し悪しは分からず特にこだわりは無い。
脳内サミット
第17話から登場する大槻の深層心理。脳内で常に「何料理を食べるか？」という討論が行われている。
サミットを司り、決定権を有する「本体大槻」別名「無意識」を筆頭に日本料理を司る「日本大槻」など、各国料理を司る大槻がいる。国だけでなく、「コンビニ大槻」、女心を司る「女子大槻（りぼん大槻）」もいる。
邪神
大槻がある特定の料理を無性に食べたくなる欲求の権化。中途半端に解消をしようとすると、より強力になってしまう。
イマジナリー子育て
第113話から登場する大槻の夢。 架空の子供を育てている。
夢であるため、実際に地上には外出しておらず、子供1人独立するまで21日程度かかる。父である大槻を筆頭に長男「大槻時生」や「大槻孝則」など、多くの子供達がいる（人以外にも動物もいる）。
子供の数がキリ番を達成すると子供達全員を集めて同窓会を開く。

沼川 拓也（ぬまかわ たくや）
声 - 佐藤拓也
大槻の側近。宮崎県出身。35歳。実家は酒屋。第2話から登場。
原作では大槻の参謀役を担う敵役として登場するが、本作では大槻たちの行動に振り回される「苦労人」「ツッコミ役」のキャラクターとして強調されている。
当初、1日外出に慣れておらず、その楽しみ方に苦心していた。そんな理由もあって器用に楽しむ大槻を慕い、1日外出の予定日をわざわざ合わせて行動することが多い。
宮崎県出身だが基本的に標準語で話しており、地域のギャップで大槻たちを戸惑わせたりからかわれる（今川焼きを「蜂楽饅頭（ほうらくまんじゅう）」と呼んだり、チューペットを「パンちゃん」と呼んだりなど）。
一度何かにハマると深くのめり込むタイプで、発酵食品に関する雑誌を読んでぬか漬け等を作り、労働者や帝愛にも認められるほどの出来栄えとなったり、大掃除大会の際には人一倍掃除しており、地下のゴミ箱や換気扇、座敷の畳の裏だけでなく、手作りの棒（ほうきの棒部分に雑巾2枚を巻きつけたもの）でベッドの下のゴミもとるほど。
大生という弟がおり、彼に対しては少しぶっきらぼうな態度を取る。

石和 薫（いさわ かおる）
声 - 松岡禎丞
大槻の側近。34歳。第5話から登場。
原作では大槻の暴力装置役を担う敵役として登場するが、本作では大雑破で能天気な性格や、自分本位な言動や行動で大槻たちを困惑させる「コミックリリーフ」「トリックスター」なキャラクターとして強調されている。
寝ているとかなりうるさい歯ぎしりを毎回しており、沼川は「もう慣れた」というほど。大槻も彼の言動にストレスをためているが、意外にも幕末好きという共通の趣味を持っている。3人の中では一番の大食漢だが、食に対しては大味で、濃い目でガッツリ食べられる物を好む。
3人の中でも海釣りの経験があり、実家近辺に海があるほど。祖父と一緒に指すほどに将棋の腕も高く、土竜杯の予選では大槻と張り合うほどだが、大長考しやすいのが難点。
初恋の人はなんとナウシカで、それを大槻達に明かして三人から爆笑された時は「1発ずつぶん殴っていいスか？」と怒っていた。

宮本 一（みやもと はじめ）
声 - 増田俊樹
地下監視役を担う若年の黒服。32歳。北海道函館市出身。帝愛入社6年目。現在はマンションで一人暮らししている。
本作と同じスピンオフ作品『中間管理録トネガワ』に登場する利根川の側近の黒服・山崎と同期で同じ大学出身。第4話から登場。
当初は地下チンチロで不自然に勝ち続ける大槻に対し、強い不信感を見せていた。しかし、同伴した地方自治体のアンテナショップ巡りで禁欲を刺激され、結局は大槻と酒を飲み交わす仲になり交友関係を築く。
以降も頻繁に登場し、すっかり大槻に心を許して監視員でありながら、グルメや観光に一緒に同行したり事故で負傷した大槻を気にかけたりする様子を見せる。また、大槻が風邪を引いた際には休日にも関わらずわざわざ見舞いに訪ねたり（アニメでは風邪を移されて翌日は寝込んでいた）、沼川が大槻たちと喧嘩別れしそうになった際には、流涙しながら諭すなど、情の厚い一面も見せる。大の洋画マニアで、マンガにも詳しい。左腕にBCG注射の跡がある。
地下ではE班の地下監視役のリーダー的存在であり、メンバーから信頼されている。昔は債務者の取り立て部に所属していた。しかし黒服のため、帝愛幹部である黒崎には頭が上がらない。
趣味らしい趣味を持っていなかったが、映画『THE FIRST SLAM DUNK』を見てバスケに嵌り、若干本気を出した沼川と1on1で対戦して大敗した事により、猛特訓して本気の沼川と渡り合えるまで強くなった。

### 地下労働施設
小田切（おだぎり）
声 - 前野智昭
地下労働施設のC班班長。第5話から登場。
大槻を真似て班長特権でC班でも物販を始め、ホッピーとカレーせんの「ホッピーセット」が大ヒットし、さらにタブレットを活用しての地下映画事業を開催して繁盛しているため、大槻からはライバル視されている。
互いに外に出ては映画を先に見て、映画のネタバレを行う「地下ネタバレ合戦」をしている。

板井（いたい）
地下労働施設のA班班長。熊本県出身。第40話から登場。
大槻と同じくマンガ好きだが、『少年キング』（少年画報社）の休刊に驚愕するなど少々認識が古い様子。
現在は温厚だが、昔はギラついていて殴り合いの大会を開こうとしたり、黒服を盗んで脱走しようとしていた。バツイチ。

岩田（いわた）
地下労働施設のB班班長。大分県出身。第40話から登場。
大槻と同じくマンガ好きだが、板井と同じく『少年キング』の休刊に驚愕した。

瀬戸内（せとうち）
地下労働施設のD班班長。42歳。第90話から登場。
他の班長たちよりも若い風貌で、人付き合いが苦手なため大槻たちとあまり接することがなかった。
元イラストレーターで、利益よりも良い物を作ることに重きを置く創作者型（クリエイタータイプ）の人間。そのため、利益よりも楽しんでもらうことを優先して、商売には消極的。
興味本位で描いた漫画が大槻にウケて、編集を請け負ってもらい漫画家として執筆活動を始めており、一度出版社に持ち込みや応募をした事があるが、残念ながら落選している。現在も入賞を目指して執筆活動を続けている。

青年労働者
声 - 小野大輔
第6話から登場する若者労働者。本名は不明で、大槻からは内心「舌の合う彼」と呼ばれている。
常に無表情かつ無口だが大槻と同じくらいのグルメな味覚を持っており、驚くほどに味の好みも大槻と共通している。
イカサマチンチロで荒稼ぎしている大槻とは違い、地道に50万ペリカを稼いで1日外出券を得ており、故に地上で大槻と会う機会があまりないため、店について談話できない事を大槻は残念がっている。

山木（やまき）
声 - 木村隼人
C班班長の小田切の側近。第7話から登場。
地下落ち前は荻窪のエスニック料理店で働いており、料理人としての自負が強い。

田沼（たぬま）
地下労働施設の担当医。第16話から登場。
怪我や病気になった労働者たちを診てはいるが、大槻曰く担当医という名の債務者であり、医者としてまともな知識や腕があるのかも怪しい。第91話で石和が親知らずになった際、大槻に田沼なら麻酔無しで抜歯しかねないと石和を戦慄させ、すぐに外出中に治療するように勧められた。
第153話で、新たに来た自称・医者の北方が適切な処置を教えて労働者達から頼りにされるのを見て不貞腐れて一時診療をボイコットしたが、虫垂炎を発症してしまい、緊急を要することと言うことで、黒服監視の下で北方による開腹手術が行われた。

黒木 明（くろき あきら）
沼川の高校時代の友人。九州で地下落ちしてE班に配属。沼川と同じく宮崎県出身。第31話から登場。
沼川と違い、宮崎弁でよく話す。当時は共通の友人・山本まさしがいて一緒に遊んでいたが、彼が転校してから疎遠となっていた。
趣味はギャンブルであり、特に競馬は熱弁するほどの大の趣味。当初は沼川とギクシャクした関係だったが、競馬の話で打ち解けて仲良くなる。

相田 さとし（あいだ さとし）
本作と同じスピンオフ作品『中間管理録トネガワ』の第50話に登場し、地下落ちしたお笑い芸人志望の労働者。第61話から登場。

古田（ふるた）
D班班長の瀬戸内の側近。第74話から登場。
小学生の頃の将来の夢は一流シェフのため料理が得意で、労働者たちに和風麻婆豆腐を振る舞った。

佐藤（さとう）
第110話に登場する労働者。
服好きのファッション債務者。
イカサマチンチロで荒稼ぎしている大槻とは違い、オールベンの高級革靴を買うために地道に靴代含む200万ペリカを稼いで1日外出券を得る。大槻の人心掌握ですら通用せず、逆に高級革靴へのこだわりを大槻に語っている。
いざ高級革靴を買おうとするも、苦労して貯めた大金を失うことに躊躇っていたが、大槻に諭されて決心し購入した。だが、地下に戻っても道中に立ち寄ったウエスティンの高級革靴のこだわりを大槻に語っていた。

北方 仁（きたかた じん）
第153話にて登場した債務者。
地上にいた時は医者で、相応の医療知識を持っており、それまで担当医だった田沼のやっていた治療行為に対し、正しい治療方法を指摘して、他の債務者達から信頼されていった。
田沼が虫垂炎になった際、緊急と言うことで地下で手術を敢行し、成功させている。
しかし、実際には医者でも何でもなく、ただ医療関連の漫画などを多く読んで知識があるだけだった。

### 帝愛グループ関係者
兵藤 和尊（ひょうどう かずたか）
帝愛グループの会長である老人であり、本編同様、自分の欲望に忠実な暴君。
地下労働施設では彼やその身内の誕生日には特別メニューが振舞われ、機嫌が良い日は地下施設に新機材が贈られることもある（が、機嫌が悪くなると即座に没収する）。

利根川 幸雄（とねがわ ゆきお）
声 - 森川智之
帝愛グループの最高幹部の1人。
本作と同じカイジスピンオフ作品『中間管理録トネガワ』の主人公。『トネガワ』第5巻収録の本作とのクロスオーバー読切「トネガワVSハンチョウ」で大槻と出会っており、成行き上から両者で大盛りかつ丼の食バトルをしなければならない羽目になる。
第87話では宮本が尊敬する上司として挙げられている。

黒崎 義裕（くろさき よしひろ）
帝愛グループの最高幹部の1人であり、帝愛No.2の後継者候補。第37話に登場。
地下労働施設の視察に訪れ、宮本にE班のエリアを案内されるが、沼川が作っていた発酵食品に目をつけ堪能。それを気に入って全部持ち出そうとする。沼川に止められるも、威圧的な表情で沼川をひるませ、宮本が取り押さえている内に発酵食品を全て持って行ってそのまま地下を後にする。
『カイジ』本編では大槻とは初対面であるため、本作では大槻が外出中だったため大槻との関わりはない。

柳内（やなうち）
黒服の一人。第23話から登場。
初老の男性。推定50代。趣味は料理で「鉄人黒服」の異名を持つ。特にそば打ちでは30年以上の経験がありその腕前はプロ級、地下で大晦日に出される年越しそばも彼がそば粉から担当している。その手打ちそばの味は大槻も認めるほど。また、町の美味しいそば屋にも詳しい。
趣味は将棋で帝愛内でもトップクラスの腕。感想戦では石和に将棋を教えたりもした。
寡黙で沈着な人物だが、嬉しいことがあると密かに拳を握りしめる。大槻が素直に尊敬の念を抱く数少ない人物。途中から給食長に異動になったことで食事の質が上がって労働者達が歓喜したが、それからは川井と交代する形で外出の監視役に異動となった。

牧田 慎二（まきた しんじ）
黒服の一人。40代。第53話から登場。
埼玉県出身。千駄木に住んでおり、長男・俊也と次男・弘樹の二児のシングルファーザー。趣味はゴルフで帝愛内でもトップクラスの腕。大好物は寿司。夏休みの際には息子2人を母親の住む実家に預けている。妻は他界しており、外伝では墓参りをしていた。
かつては宮本の指導社員で現在も親交がある。国立科学博物館（科博）の年間パスポートを持っているほどの科博愛好家。科博に立ち寄った大槻達のあまりに遅い歩みに痺れを切らして案内を買って出たのが縁で大槻と関りを持つ。
世話焼きの性格で、上記の案内以外にも木村のデートの服選びをコーディネートしたり、適当にゴルフの打ちっぱなしをする大槻達を指導したりなどしている。
面倒見がよく、同僚の黒服達からは相談相手にされることも多いため、帝愛におけるメンターとしての役割も担っている。

川井（かわい）
黒服の一人。元パチプロ。第67話から登場。
柳内の給食長の解任と同時に新たに給食長となったが、料理の腕はまだまだ未熟。ただし、就任当初に比べれば随分と腕前は上がっている様子はうかがえる 。アニメオタクで一時期鬼滅ロスで無気力になり、地下の料理が大根おろし定食やごま定食になり悲惨になったことも。

菅 結弦（すが ゆづる）
黒服の一人。20代。第121話から登場。
宮本の後輩であり、先輩である宮本と同様、かつては債務者の取り立て部に所属。先輩である牧田と宮本を人一倍尊敬している。
宮本の作り置きのために外出した大槻を監視しており、大槻に対して舌打ちしたり凄んだりするほど不信感を抱いていたが、大槻の作った宮本の作り置きを味見し、宮本の性格が丸くなった理由を理解していた。
性格は生真面目であり、帝愛に勤務している理由も本人曰く生きるためにちゃんとしなきゃならないとのこと。
趣味らしい趣味は全くなく、学生時代は友人からの勧誘でハンドボール部に所属していたが、自分も含めて8人しかいなかったため、まともに練習していなかった。
コストパフォーマンス（コスパ）重視のため、あえて実家に住んでおり、父と母（初子）と姉の4人で暮らしている。実は家族思いな一面もあり、母の日にカーネーションを渡すなど親思い。だが、大槻が家に来た際は恥ずかしさで反抗的な態度を取り、それを知らない宮本に叱責された。
姉は夜に自室に引きこもっていたが、実は推しの配信動画を視聴するためであり、同人誌を描くほどのオタク。そのため、彼女の生活には不満を抱いている。しかし、姉の方が菅の3倍以上の年収を稼いでいることを知らない。
時間優先のタイムパフォーマンス（タイパ）主義で、FIRE（経済的自立と早期リタイア）を目指しており、映画はネタバレ後に倍速で視聴している。
宮本から名づけられたニックネームは「ガースー」。

### その他
女将
声 - きそひろこ
小料理屋「みゆき」の店主。第8話以降、および読み切り版に登場。
几帳面な性格で、細かく丁寧に料理を作っている（大槻曰く「この一手間が案外、クズには出来ぬ」）。邦画よりも洋画の方が好き。
大槻は初めて訪れた際、料理の美味さと値段の安さから気に入り、焼酎をボトルキープするほどの常連となる。
お花見キャンプではSPゲストとして宮本に声をかけられ、いなり寿司を振る舞った。この際ポケモンの育成に詳しいことを匂わせる描写がある。
また、木村の婚活が上手くいかなかった時も彼を励ましていた。
何度か登場しているが本名は不明。

木村 正一（きむら せいいち）
第13話から登場。元地下労働施設の労働者。12月25日生まれ。53歳。佐賀県出身。
面倒見のよい優しい性格であり、大槻からも慕われている。元労働者だが、解放された現在は一般人のため、黒服が「さん」付けで呼ぶ数少ない人物。
バブル崩壊の時期、30歳過ぎで地下入りして以降、4半世紀近くも地下労働の日々を送り続け、ついに任期を満了した。だが、その間に地上に出ておらず、古新聞や古雑誌などで情報を得ていたため古い知識しか知らなかった（チョベリバやエアマックス狩りなど）。
地上に出る不安から満了後の1日だけ大槻に見送りがてらに付き添いをお願い（外出券は木村が負担）し、世間知らずのせいで大槻を振り回したり大槻の嘘を鵜呑みにしてからかわれたりしていたが、チンピラ連中におやじ狩りに遭いそうになった大槻を身を挺して守る気概を見せた。
現在は仕事に就いてアパートで暮らしている（一度、引っ越している）。独り身の寂しさから結婚相手を探して婚活中だが、あまり上手くいっていない。最近では諦めかけていたが、自宅のトイレに閉じ込められる事故が起きたことで再燃する。たまに大槻達が家に訪れて泊まらせたり一緒に遊びに行ったりしている。ちなみに、自動車免許は取り直した。

大刻屋の大将
声 - 浦山迅
錦糸町に店を構える中華料理店「大刻屋」の店主。第3話に登場。
大学生時代の大槻がよく通っていた店で、学生にはカニチャーハンを多めに盛ってくれるため大槻はよくカニチャーハンを頼んでいた。現在は当時に比べて白髪が増えている。
大槻は錦糸町に外出した時に思い出し、約25年振りに店を訪れてカニチャーハンを頼もうとしたが、25年の間に新しく追加された「オムレツライス」の好奇心に負けて頼んでしまう。結果的に味に満足したが、そこに大将が大槻にミニカニチャーハンをサービスで出し、25年振りにも関わらず自分を覚えてくれたことに大槻は感激する。

山岡 博（やまおか ひろし）
木村の職場の同僚。実家が漁業。第80話から登場。
木村曰く「火野正平みたいな人」で、「婚活アプリ」で相手とデートする予定の木村に色々とアドバイスしているが、アドバイスが「結婚のため」というよりも「女にモテるため」という考えのためあまり役に立っていない。
後に木村に誕生日プレゼントと称してマグロの頭を送って困らせた（しかも、誕生日でもなかった）上にカジキも送ろうとしていた。

一条 聖也（いちじょう せいや）
本作と同じカイジスピンオフ作品『上京生活録イチジョウ』の主人公であり、帝愛の裏カジノの店長になる予定の青年。現在はフリーターであるため、設定上は『イチジョウ』準拠。
クロスオーバー読切「ハンチョウVSイチジョウ」にて、バイト先のレストランで一日外出中の大槻たちに遭遇する。
深夜に訪れた大槻たちのフリートークや、それを監視している黒服に悩まされ、一日外出のタイムリミットで黒服が大槻たちを連れて帰る際、黒服が大槻たちに睡眠薬を渡す現場を見て呆然としていた。
帝愛関連に対しては、現時点では接点が無い為、全くの無知である。

## 用語
1日外出券
本作の軸を担う勤労奨励オプション。対価は50万ペリカ。

地下労働施設
地上と並ぶもう1つの主要舞台。

ペリカ
地下労働施設で用いられる独自の通貨。

班長特権
各班の班長に与えられる特別な権限。複数存在しており、判明しているのは以下の通り。本編に登場していない権限もある。
内容は様々であるが、いずれも各班長が実施前に帝愛側から許可を得た上で行わなければならない。
地下物販
各班が行っている商品の横流し。移動費もあるため、通常よりも高値で売買されている。
1日外出時、数週間分まとめて仕入れている。その他、新しい商品の選定なども行っており、思いのほか奔走しなければならない。
決算会は4月にカラオケ店で行っている。
第73話・第74話では新型ウイルスの影響により、外出禁止のため一時休止となる。
地下チンチロ
大槻が他の労働者からペリカを巻き上げる主要手段の一つ。
詳細は「賭博黙示録カイジ#登場ギャンブル」を参照。
TENTAI1号
大槻が作った自家製地下プラネタリウム。木箱の中に懐中電灯を収納し、無数の小さい穴に空けたヘルメットを乗せるだけの簡単な作り。
10月の中期決算会議でチンチロの収益が非常に芳しくなく、その原因が大槻たちが勝ち過ぎて労働者の勝負心と射幸心が縮こまんだことだが、沼川が気分転換にBUMP OF CHICKENの「天体観測」を歌ったのをヒントに開発。
地下チンチロを始める前に余興として石和が用意し、沼川が消灯、天井から放つ無数の小さい光で星空を再現させる。
労働者たちを仰向けに寝させ、大槻のエモいナレーションで彼らの涙を誘い、彼らの勝負心と射幸心を沸かせ、昨年と比べて45組の人数が1.3倍に増えた。
映画事業
小田切が他の労働者からペリカを巻き上げる主要手段。鑑賞料は1人1万ペリカ。
1日外出券を用いて地上で購入したタブレット端末に、同じく外出時に映画（主に洋画。ドラマも上映する）をダウンロードし、それをそのまま地下で上映するという内容。
しかし、第73話・第74話は新型ウイルスの影響で、労働者が狭い部屋に密集してしまうことからチンチロと共に一時休止。
本編には登場していない。
アングラモンスターズカードゲーム
瀬戸内が他の労働者からペリカを巻き上げる主要手段。略称は「グラモン」。1パック5枚入りで3000ペリカだが、大槻によって5000ペリカに値上げ。
印刷所に頼んで作っているらしく、イラストも瀬戸内本人による描き下ろし。モンスターやアイテムなどは、地下労働施設や帝愛グループなどをイメージしたもの。
これにE班の大槻がD班の売上の3割をもらう条件で便乗し、絵心のある労働者たちを瀬戸内のアシスタントとして雇い、生産を早ませる。E班も自分の物販でスリーブやケースを販売し、金儲けした。
しかし、これによって就寝時間中に騒いだりペリカの代わりにレアカードで購買しようとするなど地下施設の風紀が乱れていき、ついには労働者たちが規律違反（労働中に隠れてカードゲームしていた）を犯し、黒服たちに全カードを没収され、ブームは強制終了となった。
その後、没収されたグラモンは一部の黒服たちによって地上にいる彼らの子供の手に渡り、地上で再ブームを起こした。
班長用個室
帝愛が労働意欲を削がないために用意した各班長専用の個室。使用されている材工は安い上に突貫工事でお粗末な作りの一部屋三畳。
内部は床の畳と天井の照明用の電球しかなく、基本的に部屋の中に置く家具は帝愛の許可する範疇内で班長自身で揃えなくてはならない。
大槻の部屋は宮本と共に1日外出時に家具や雑貨を揃えたため、オシャレに纏まっている。この際に冷蔵庫や空調機を置いている様子から、照明以外の電源が設けられている模様。
瀬戸内の部屋は漫画執筆の仕事場にもなっている。
本編には直接登場こそしていないが、その存在自体は示唆されている。

格安ビジネスホテル
大槻たちが一日外出した際に宿泊する格安のビジネスホテル。主に就寝シーンに使われている。

小料理屋「みゆき」
店主の女将が一人で切り盛りしている小さな居酒屋。
女将が作る美味い料理と料金の安さで大槻や宮本など多くの常連に愛されている。読み切りで初登場し、それから度々大槻たちが訪れている。沼川と石和は店を訪れた描写は無いが、花見で女将と面識がある。

ブルボンドラフト会議
第42話で行われた物販を扱う各班が大手製菓会社ブルボンの商品を扱う権利を掛けた会議。
物販で人気だったアルフォートの労働者によるダフ屋行為が発覚し、事態を重く見た帝愛側はアルフォートの扱いを全面禁止し、各班にブルボンの商品を扱う場合「最大3種類までとし、各班で商品が被ることを禁止する」という制限を付けた。それに伴って開かれるようになったのが本会議である。
本会議は地上で行われており、作中で開かれていたのは5回目だった。各班は販売したい商品を掲示し、商品が被ったらジャンケンで権利を決める。これを3回行って各班が扱うブルボンの商品を決めた後、最後はブルボンのお菓子でパーティーを開いて終わる。
基本的に商品名で扱うお菓子を決めているため、複数のお菓子で構成されていたオリジナルアソートでも実は規約上問題は無い。

地下九州交流会
第56話で行われた九州出身の労働者たちの交流会。一見すると普通の飲み会だが、それぞれの出身県による序列のヒエラルキーを抱いており、水面下でマウントの取り合いをしている。なお、共通しているのは首位が福岡で、6位が宮崎、7位が佐賀という順位で、他の4県がそれぞれ2、3位争いをしている。

友情戦隊ダチレンジャー
第68話で登場した戦隊モノ。主演は倉本海（くらもと かい）。沼川が少年時代に放送されていた模様。
ダチレッドに変身する長友仁（ながとも じん）をリーダーとし、友情と大地（ガイア）で悪の組織に立ち向かう。
戦隊モノの中でも最もストーリーが重厚と謳われている。名前の通り、友情がテーマとなっているが、絶縁や裏切りといった「断ち」という裏テーマも実は潜んでいる。強化フォームとして「ガイアフォーム」も存在。
沼川を筆頭に労働者たちや黒服の中にもファン（通称「ダチ公」）がおり（大槻など全く知らない者もいる）、倉本が地下に来た時は驚きと興奮を抱いていた。倉本は地下でもダチ公たちのお願いで劇中の名セリフを発していた。のちに大槻や小田切などもハマり、小田切がダチレンジャーの上映と倉本とのコメンタリーを行った結果、労働者の半数以上がファンになる。
倉本が地下落ちした理由はダチブルーを演じていた白石准（しらいし じゅん）の借金の連帯保証人になった後に白石が行方をくらましたためであったが、のちに白石が帝愛に現れて借金全額返済したことで解放された。

お花見大会
第69話から行われた年に1度のお花見。主催者は宮本。
木村が持ち寄った麻雀セットで麻雀対決をし、牧田も自分の息子2人と共に参加。女将はSPゲストとして参加し、参加者に稲荷ずしをふるまう。
だが、第143話では宮本が監視役としての業務態度だけを取ることになったため、開催されていない。

ホテル木村
木村宅の通称。
最初は練馬区にある築28年の1Kの木造アパートで、風呂トイレ付き。第88話で埼玉の新座にある鉄筋マンションに引っ越し、前より少し広くロフト付き。

ねりまえん
練馬区にある遊園地。94年間もの長期にわたり開園していたが、時代の流れに付いて行けず大槻たちが訪れた14日後に閉園予定となっている。
モデルはとしまえん。

GameStream2
沼川の実家から大生の自宅に送られた15年以上前の据え置き型ゲーム機。略称は「GS2」。
コントローラー、メモリーカード付き。
数多くの名作ゲームソフトを生み出すほどの大人気ゲーム機だったが、本ゲーム機と同世代である拓也と石和はその懐かしさに興奮する。
正常に動いたため、レトロゲーム大会を開催するほど盛り上がった。

地下怪談会
夏の納涼のために労働者たちが行っている怪談会。しかし、地下生活ゆえに新しいネタがなく、何年も同じ怪談や都市伝説を繰り返しているため全体的にグダグダになっている。だが、何故か監視していた宮本の周りでポルターガイストが発生しており、監視モニターの一部が砂嵐化して映っていなかったり、マイクすら繋がらなくなっていた。

労働者配属希望会議
不定期に行われる各班長たちが集まり、新たに地下に送られる債務者たちに対し、経歴を説明されたうえで希望労働者を3名まで選び、自分たちの班に要望する会議。だが、実際は上層部が最下層の債務者の意見に耳を傾けているという体が欲しいだけであり、過去10回行われたが要望通りに配属されたことは一度もなく、逆に希望した労働者が配属されなくなるという、帝愛による地下労働者に対する嫌がらせの一つでもある。
第114話で、その実態に勘付いた大槻は、配属してほしくない問題ありの債務者たちをあえて選んで良い労働者を獲得しようとしたが、それを見抜いた黒崎の嫌がらせ（本人曰く「ご褒美」）で要望通りにされてしまう。

イワオ
地下のある一角にある人面岩の通称。一部の労働者たちから悲しげな顔に見えることで「嘆きの岩」と呼ばれていた。所謂、シミュラクラ現象に過ぎなかったのだが、ある時から笑った顔に変化しているという怪現象で労働者たちに恐れられた。実は、半田という労働者が「イワオ」と名付けて愛着が湧いて笑った顔に細工しただけであり、半田はよくイワオのもとに訪れて話し相手になってくれていた。ある日、イワオがある場所が新規掘削エリアとなり、イワオとその周辺がダイナマイトで爆破されることとなるが、なぜか何度爆破してもイワオだけが破壊されずに残り続けた。結局、帝愛側は破壊を諦めて、むしろ縁起がいいとして（兵頭会長にも似ていることもあって）地下の守護神として祀られた。

大掃除大会
4年に1度開催される地下労働者全員が各班の座敷内を丸一日大掃除するという大会。
地下落ちした者の気質ゆえに労働者たちは真面目に取り組まず適当に掃除をしていたが、本編では沼川だけ妙に張り切り出して人一倍掃除をしていた。すると、沼川が紛失していたペリカを次々と発見したことで、それを機に労働者たちも（大槻の説得もあってか）本気で清掃に励んだ。
結果、E班の座敷はきれいに清掃され、それぞれ紛失していたペリカや未開封のお菓子などを見つけたが、拾ったペリカは労働者同士の争いに発展されるため、規定により帝愛に没収されそうになる。だが、大槻はせっかく真面目に掃除したのにこのまま没収しては今後の仕事のモチベーションに影響が出ると指摘し、大槻の提案で掃除で見つけたペリカで物販のビールを1人1本ずつ配布し、E班の座敷をキレイに掃除した祝いを行った。すると、1本だけでは物足りない労働者たちが追加でペリカを使い、豪遊したことで結局は大槻たちが儲ける結果となった。

土竜杯（どりゅうはい）
年に1度開催される地下の将棋大会。
予選では班別に時間無制限の総当たり戦を行い、勝率の高い者が班の代表として決勝トーナメントに進出。
決勝トーナメントでは制限時間ありの勝ち上がり戦を行う。優勝者には土竜王のタイトルを獲得する。
大会名の由来はモグラを漢字で書いた「土竜」から。

大晦日
この日だけは地下でも厳格に定められた規律がある程度緩むという特別な日。
労働時間が普段より短くなり、体を洗う液体石鹸が普段は一押しだが、この日だけ二押しになる（実は普段でも希望すればもう一押しまで許可されているがほとんど知られていない）。
他にも、普段は班ごとの部屋割りになっているが全開放され、工事現場ですら開放されて、自由な場所で飲み食いができるようになっている。
普段はどんな小さい物でも罰則対象である器物破損や、問題行為も余程のこと（重機の上に乗るなど）でなければ見逃して貰えるようになり、食堂ではこの日限定で柳内が作った年越しそば（十割そば）を、関西風・関東風のどちらかのつゆで食べることが選べる上に、薬味のネギをどれだけ使用してもセーフとなる。
23時45分になると、黒服によって「ゆく年くる年」が朗読され、共に新年を迎えるカウントダウンをすることになっている。
当然、これは慈善ではなく、地下労働者たちにやる気を失わせないためのガス抜きにすぎない。
年越しの後の深夜には班長たちが一部屋（後述の1日個室券で使用できる個室）の卓に集まり、「班長麻雀」を行っているが、卓を囲むまでに全員がしこたま酒を飲んでいるため、開始時点から泥酔状態となっており、まともな麻雀にならない。

1日個室券
本編では勤労奨励オプションの一覧表で存在が示唆されている程度であったが、特別編『1日個室録ヌマカワ』にて本格的に登場。
地下労働施設内に設けられた旅館のような個室を24時間貸し与える勤労奨励オプションで、対価は1日外出券に次ぐ高額の15万ペリカ。ただし、労働者たちの間では「そんなものあったな」程度の認識で影が薄い様子。
部屋にはエアコンに浴室、さらに冷蔵庫も設置されており、中にあるビールは瓶・缶、3本までなら飲むこともできる。有料のルームサービスがあり、各3万ペリカで和洋中伊の食事サービスを利用可能。
一見すると贅沢に見えるのだが、地下に設けられているため窓を開けても外の景色は当然見られない上、一度入室すると24時間経過するまで部屋から出ることもできず、無料のルームサービスはあるがそれぞれの器具を渡されるだけの子供騙し程度のセルフサービス、テレビは置いてあるが帝愛のPR番組しか見ることができないなど、娯楽の少なさに暇を持て余すという問題がある。
無料のルームサービスで唯一カラオケだけはまともで充実しているが、防音性は全く無く歌声が部屋の外（労働施設内の作業場）までだだ漏れになる仕組みになっている。前述の大晦日での「班長麻雀」時には各班長が麻雀一式を持ち込んで一室に集まって利用している。

懲罰房
反抗的な地下労働者に対して使用される独房。
ここ数年はある程度の秩序が出来たのと、待遇がある程度改善されたため、使用されていなかったので存在を忘れられていた。
第99話にて、急な工事変更に対して沼川が黒服に直訴したことで投獄された。

## 特別編

### 1日個室録ヌマカワ
大槻の側近、沼川が主人公の特別編。第1巻に収録。
1日個室券を購入した沼川。
彼が1日個室でどう過ごすのかが描かれている。

### 1日脱出録ハンチョウ 〜day dream believer〜
『週刊ヤングマガジン』に前後編に分別して掲載された、もう一つのハンチョウ。
時系列としては本作の第33話のその後が描かれており、その1日を何回も繰り返される大槻の苦悩と葛藤が描かれている。
そのため、話数カウントではなく前編・後編としか表記されていないが、前編が本作の第34話、後編が第35話となっており、第5巻に収録。

### ハンチョウ VS. イチジョウ
『上京生活録イチジョウ』とのクロスオーバー読み切り。第12巻に収録。
一日外出した大槻たち3人が、一条の働いている深夜のファミレスでフリートークをしまくり、それを監視する黒服と、それらに葛藤する一条の様子が描かれている。
時系列が複雑となっている（大槻たち3人は『ハンチョウ』準拠、一条とファミレス店員は『イチジョウ』準拠）。

### 主人
Yostarの麻雀アプリ『雀魂』にて2021年9月20日より配信となる『ハンチョウ』とのコラボイベント『大槻班長杯』の宣伝のためのコラボ読み切り。後に第13巻に収録。
宮本が雀魂をプレイしており、隣の大槻が寝たふりをしている。
実は2人が乗っているのは雀魂列車だったため、周囲の乗客全員も雀魂をプレイしている。

### 良休
トネガワ&ハンチョウとJTのいいひといきのコラボ読み切り。ヤンマガWebに特設。週刊ヤングマガジン2023年4・5合併号にて前半が掲載。（後半はトネガワ）後に第15巻に収録。コミックDAYSにて無料掲載。
いつもの一日外出を堪能した大槻がタイムリミット30分前で突如訪れる遊び疲れ。
外出終了まで30分。大槻が理外の休日の休憩を見せる。

### 1日休日録ミヤモト
地下監視黒服、宮本が主人公の特別編。週刊ヤングマガジン2023年28号に掲載。後に第17巻に収録。
宮本の休日の様子が描かれている。

### 1日外出録マキタ
地下監視黒服、牧田が主人公の特別編。週刊ヤングマガジン2024年15号に掲載。後に第19巻に収録。
牧田の自由時間の様子が描かれている。

## 休載告知について
『週刊ヤングマガジン』2017年38号（2017年8月21日発売）にて、2017年44号（2017年10月2日発売）まで3話分の休載が告知されたが、この告知は「主人公の大槻が1日外出券の購入度合いが過ぎて、所持金が尽きかけたため、1日外出を休憩する」という旨の2P漫画の体であった。SNSでは休載を落胆する声も上がる一方で、休載理由について共感を表明する者も多かった。この告知は第2巻にも収録されており、番外編ではなく第15.5話「当然」として収録されている。
『週刊ヤングマガジン』2018年25号（2018年5月21日発売）にて、2018年33号（2018年7月14日発売）まで3話分の休載が告知されたが、この告知は前回とほぼ同じ内容で「主人公の大槻が、懲りずに何度も外に出過ぎて、所持金が尽きかけたため、再び1日外出を休憩する」という旨の2P漫画の体であった。なお、賭博破戒録カイジ本編での大槻はハワイ、温泉旅行のために2000万ペリカを目標に大量のペリカをため込んでいた。それ以降は休載を不定期で行ったが、いずれも理由は不明。
『週刊ヤングマガジン』2020年29号（2020年6月15日発売）にて、2020年33号（2020年7月13日発売）までの休載が告知される。その理由は「主人公の大槻が2019年新型コロナウイルスの影響で1日外出を禁止されるだけでなく、地下工事も休業、班長特権も一時停止」と本作のアイデンティティが失われたためである。ただし、再開予定となる2020年33号では休載となっており、2020年35号（2020年7月27日発売）にて連載再開となる。その後の第74話でまだ外出禁止令は解除されないが、後に第75話で外出禁止令が解除された。
『週刊ヤングマガジン』2022年19号（2022年4月11日発売）にて、2022年28号（2022年6月13日発売）までの4話分の休載が告知される。これは、2022年での物価高が発生されており、地上だけでなく、地下も影響を受けており、勤労奨励オプションの全体的値上げ、特に1日外出券に至っては、50万ペリカから200倍である1億ペリカに値上げされているという旨の2P漫画の体であった。
『週刊ヤングマガジン』2024年45号（2024年10月7日発売）にて、2025年1号（2024年12月2日発売予定）までの3話分の休載が告知される。これは、「主人公の大槻が最近外出の頻度が増えすぎており、地下住人や作中のSNSから疑問を持っていたため、地下で貯金を始める。」という旨の2P漫画の体であった。

## 書誌情報
- 原作：萩原天晴・漫画：上原求、新井和也『1日外出録ハンチョウ』 講談社〈ヤンマガKCスペシャル〉、既刊20巻（2025年5月7日現在）
  - 『1日外出録ハンチョウ』 1巻、2017年6月6日。ISBN 978-4-06-382973-0。[講 1]
  - 『1日外出録ハンチョウ』 2巻、2017年9月6日。ISBN 978-4-06-510226-8。[講 2]
  - 『1日外出録ハンチョウ』 3巻、2018年3月6日。ISBN 978-4-06-511100-0。[講 3]
  - 『1日外出録ハンチョウ』 4巻、2018年8月6日。ISBN 978-4-06-512471-0。[講 4]
  - 『1日外出録ハンチョウ』 5巻、2019年1月4日。ISBN 978-4-06-514180-9。[講 5]
  - 『1日外出録ハンチョウ』 6巻、2019年7月5日。ISBN 978-4-06-516359-7。[講 6]
  - 『1日外出録ハンチョウ』 7巻、2019年11月6日。ISBN 978-4-06-517725-9。[講 7]
  - 『1日外出録ハンチョウ』 8巻、2020年4月6日。ISBN 978-4-06-519189-7。[講 8]
  - 『1日外出録ハンチョウ』 9巻、2020年9月4日。ISBN 978-4-06-520453-5。[講 9]
  - 『1日外出録ハンチョウ』 10巻、2021年1月6日。ISBN 978-4-06-522011-5。[講 10]
  - 『1日外出録ハンチョウ』 11巻、2021年5月6日。ISBN 978-4-06-523337-5。[講 11]
  - 『1日外出録ハンチョウ』 12巻、2021年9月6日。ISBN 978-4-06-524751-8。[講 12]
  - 『1日外出録ハンチョウ』 13巻、2022年3月4日。ISBN 978-4-06-526787-5。[講 13]
  - 『1日外出録ハンチョウ』 14巻、2022年10月6日。ISBN 978-4-06-529076-7。[講 14]
  - 『1日外出録ハンチョウ』 15巻、2023年3月6日。ISBN 978-4-06-531047-2。[講 15]
  - 『1日外出録ハンチョウ』 16巻、2023年7月6日。ISBN 978-4-06-532343-4。[講 16]
  - 『1日外出録ハンチョウ』 17巻、2023年11月6日。ISBN 978-4-06-533624-3。[講 17]
  - 『1日外出録ハンチョウ』 18巻、2024年4月5日。ISBN 978-4-06-535245-8。[講 18]
  - 『1日外出録ハンチョウ』 19巻、2024年9月5日。ISBN 978-4-06-536859-6。[講 19]
  - 『1日外出録ハンチョウ』 20巻、2025年5月7日。ISBN 978-4-06-539620-9。[講 20]

関連書籍
- 監修：福本伸行、萩原天晴、上原求、新井和也・編集：講談社『1日外出録ハンチョウ公式 男めしレシピ』 講談社〈KCデラックス〉、既刊1巻（2024年9月5日現在）
  - 『1日外出録ハンチョウ公式 男めしレシピ』1巻、2024年9月5日。ISBN 978-4-06-537008-7。[講 21]

## 読み切り版
『ヤングマガジンサード』2016年3号に掲載された同タイトルの読み切り作品。『中間管理録トネガワ』第2巻に収録されている。作者は中間管理録トネガワ同様、原作：萩原天晴・漫画：橋本智広、三好智樹・協力：福本伸行。

## テレビアニメ
テレビアニメ『中間管理録トネガワ』の放送枠をジャックする形で本作のテレビアニメ化が決定。2018年10月9日放送の第14話にて放送され、その後も不定期にハンチョウのエピソードが放送された。

## 評価
- 新海誠は本作について「『ハンチョウ』大好きなんです。」とツイートしている[56]。
- 中川翔子は本作について「ひと言で説明すると『究極のおじさんゆるゆる飯テロハッピー漫画』」と大絶賛している[57]。
- 高橋茂雄（サバンナ）は本作を推薦している[58]。